# Stare Babice (gmina)
Stare Babice (do 1952 gmina Blizne; 1952–1954 gmina Babice Stare) – gmina wiejska w województwie mazowieckim, w powiecie warszawskim zachodnim. W latach 1975-1998 gmina położona była w województwie warszawskim.
Siedzibą gminy są Stare Babice.
Według danych z 1 stycznia 2023 roku gminę zamieszkiwało 21953 osób.

## Położenie
Gmina położona na skraju Kotliny Warszawskiej i Równiny Błońskiej, w pasie Nizin Środkowopolskich, w zlewni rzeki Wisły, 13 km na zachód od centrum Warszawy.
Wzdłuż osi gminy przechodzi droga wojewódzka nr 580 z Warszawy przez Leszno do Żelazowej Woli i Sochaczewa. Północna część gminy leży w otulinie i na terenie Kampinoskiego Parku Narodowego. Południowa część gminy ma nadal charakter rolniczy, gdy północna powoli zdominowana jest przez podmiejskie budownictwo mieszkaniowe i usługowo-handlowe.

## Struktura powierzchni
Według danych z roku 2019 gmina Stare Babice ma obszar 63,42 km², w tym:
- użytki rolne: 58%[7]
- użytki leśne: 19%[6]

Gmina stanowi 11,89% powierzchni powiatu.

## Demografia
Dane z 1 stycznia 2019:
| Opis      | Ogółem | Ogółem | Kobiety | Kobiety | Mężczyźni | Mężczyźni |
| --------- | ------ | ------ | ------- | ------- | --------- | --------- |
| jednostka | osób   | %      | osób    | %       | osób      | %         |
| populacja | 18 875 | 100    | 9670    | 51,3    | 9205      | 48,7      |

- Piramida wieku mieszkańców gminy Stare Babice w 2018 roku[6].

## Publiczny transport zbiorowy
Na terenie gminy kursują autobusy komunikacji lokalnej:
- L-6 → Stare Bemowo-Radiowo-Klaudyn-Janów-Kwirynów-Stare Babice-Zielonki-Lipków-Koczargi Stare-Koczargi Nowe-Zielonki-Wieś-Wojcieszyn-Wierzbin-Borzęcin Duży-Borzęcin Mały;
- L-7 → od Ożarowa Mazowieckiego przez Nowe Babice-Stare Babice-Zielonki-Lipków- do Dziekanowa Leśnego;
- L18 → Stare Babice do Truskawia

Linie L-6 i L-7 są obsługiwane przez PKS Grodzisk Mazowiecki, zaś linia L18 przez firmę Europa Express City.
Przez gminę przebiegają także trasy autobusów podmiejskich 712, 714, 719 i 729 obsługiwanych przez Zarząd Transportu Miejskiego w Warszawie

## Sołectwa
Babice Nowe, Blizne Jasińskiego, Blizne Łaszczyńskiego, Borzęcin Duży, Borzęcin Mały, Buda, Janów, Koczargi Stare, Koczargi Nowe, Klaudyn, Kwirynów, Latchorzew, Lipków, Lubiczów, Mariew, Stanisławów, Topolin, Wierzbin, Wojcieszyn, Zalesie, Zielonki-Wieś, Zielonki-Parcela, Stare Babice.
Pozostałe miejscowości podstawowe to Borzęcin i Zielonki.

## Sąsiednie gminy
Izabelin, Leszno, Ożarów Mazowiecki, m.st. Warszawa

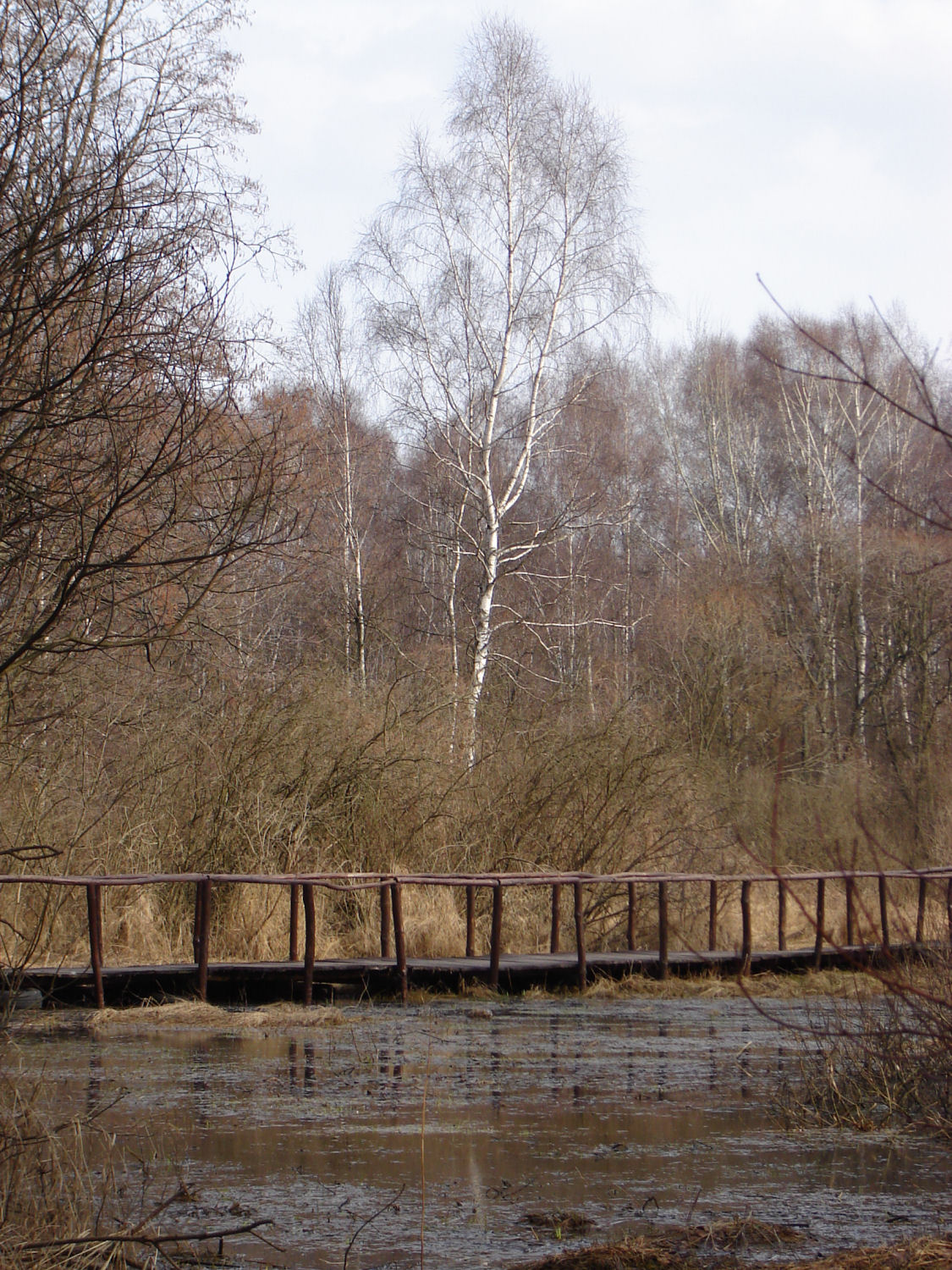
Rezerwat Łosiowe Błota (Klaudyn)
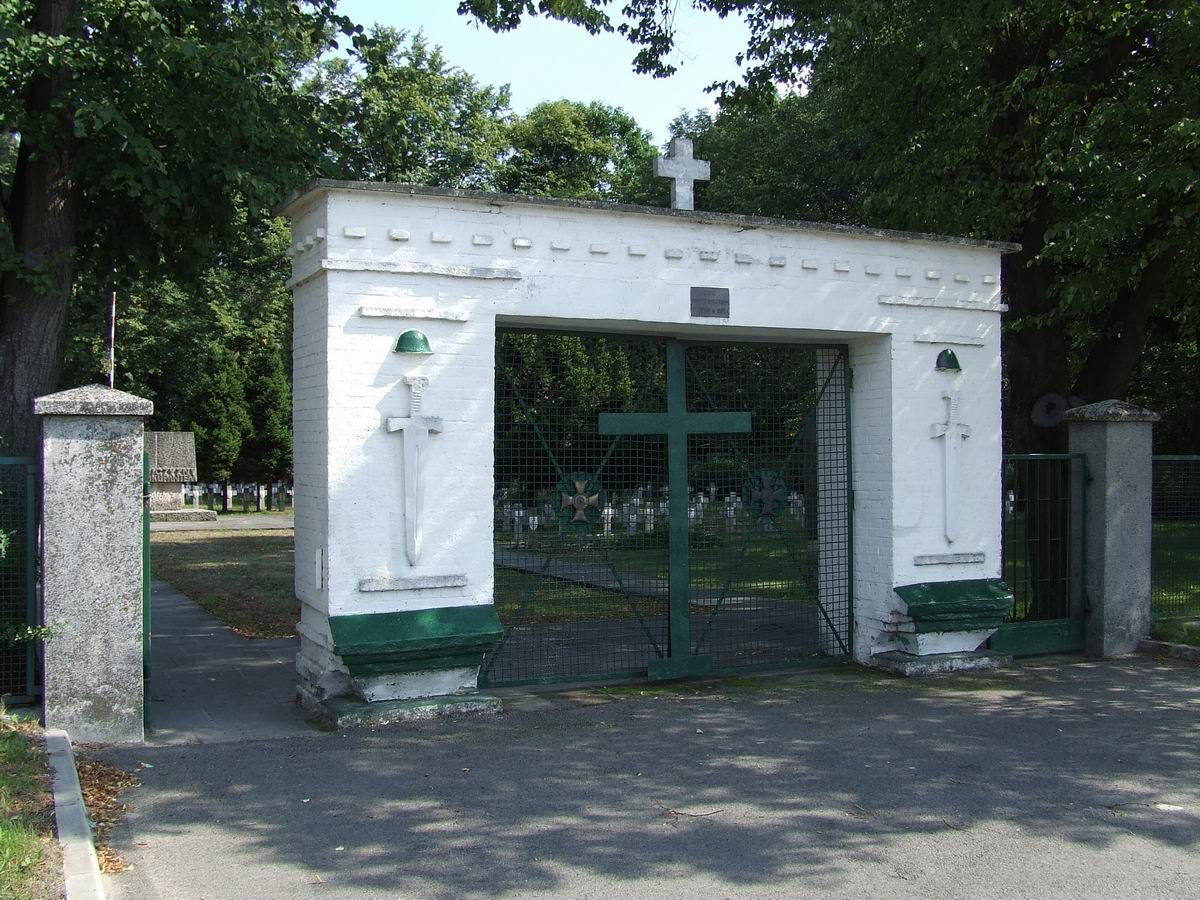
Cmentarz wojenny w Latchorzewie

Mapa gminy z zaznaczonymi granicami sołectw i wydzielonymi terenami leśnymi (Kampinoski Park Narodowy i rezerwaty)

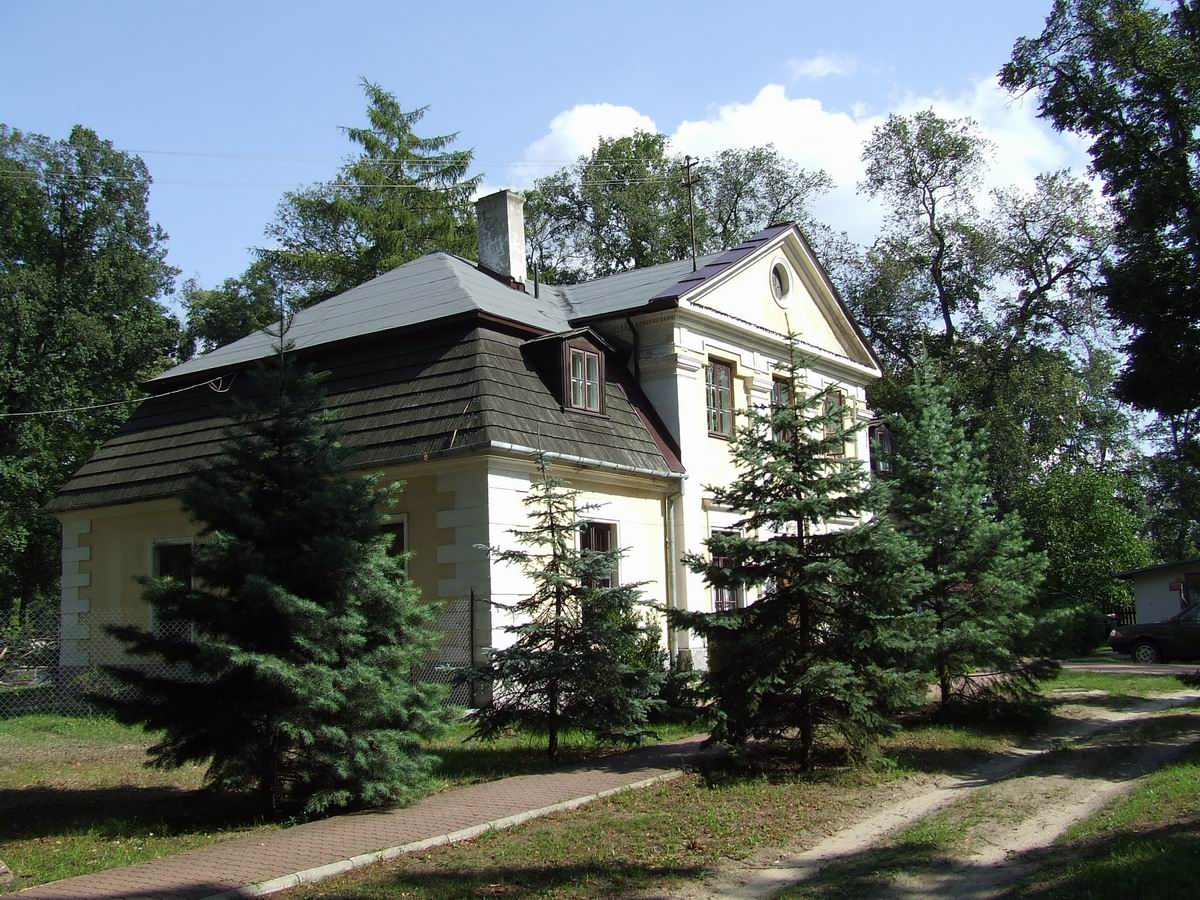
Dwór w Lipkowie
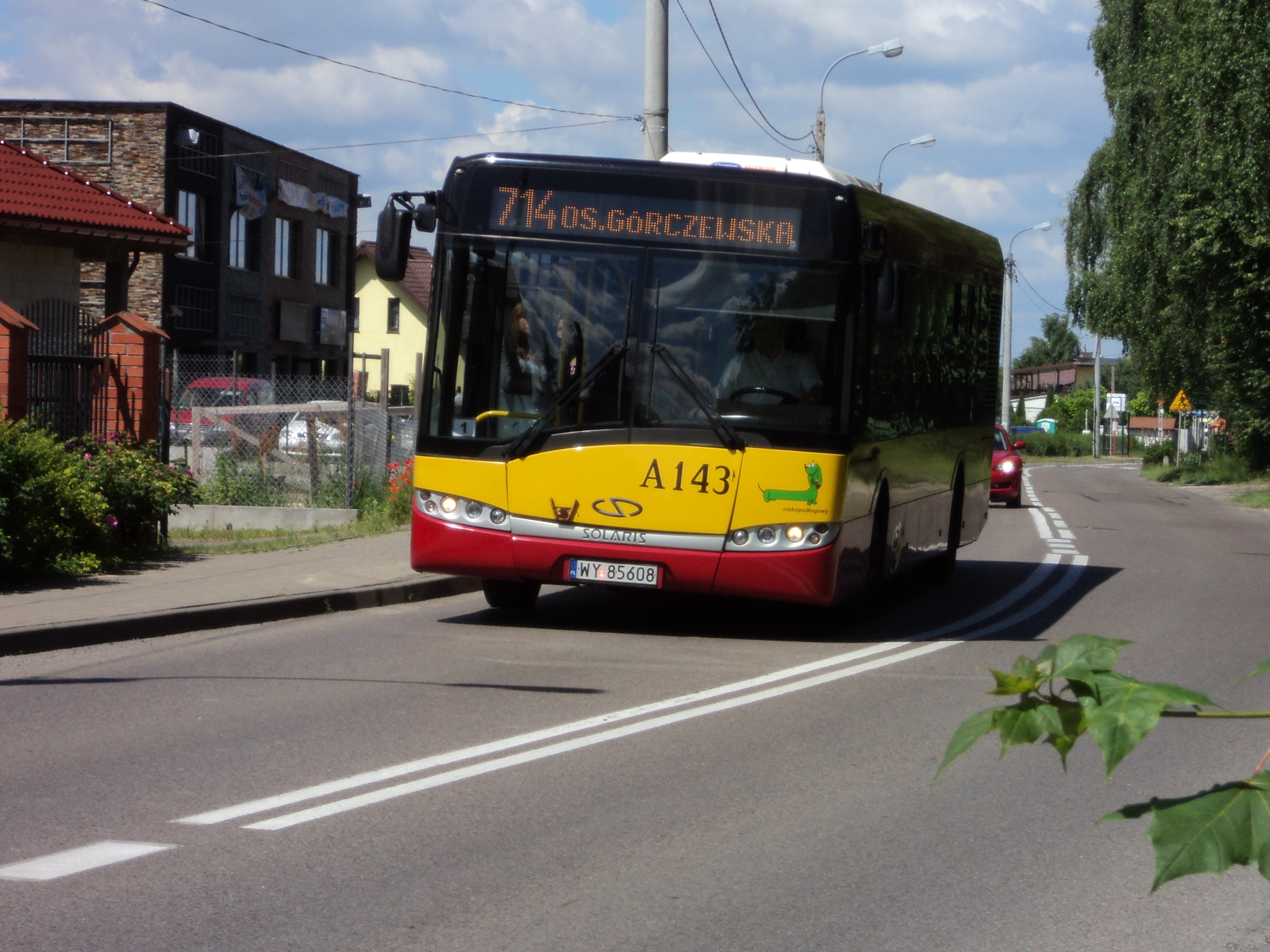
Linia 714 w Latchorzewie